# James K. Galbraith
Pour les articles homonymes, voir J. K. Galbraith et Galbraith.
James Kenneth Galbraith, né le 29 janvier 1952 à Gary dans l'Indiana, est un économiste hétérodoxe américain.

## Biographie
Fils cadet de John Kenneth Galbraith et de Catherine Merriam Atwater ainsi que frère de Peter W. Galbraith, il obtient un BA en économie à l'université Harvard en 1974 et fait son doctorat dans la même branche à Yale en 1981. De 1974 à 1975 il étudie au King's College à Cambridge.
En 1985, il est invité en tant qu'intellectuel à la Brookings Institution. Il est actuellement professeur à Lyndon B. Johnson School of Public Affairs et au Département de Gouvernement de l'université du Texas à Austin.
Il préside l'association internationale Economists for Peace and Security. Autrefois connue sous le nom de Economists Against the Arms Race et plus tard Economists Allied for Arms Reduction (ECAAR), cette association regroupe des économistes professionnels qui se soucient des questions de sécurité et de paix.
Il est proche de l'aile gauche du parti démocrate américain et soutient Bernie Sanders durant la primaire 2016.
Dans son ouvrage publié en 2008 aux États-Unis, L'État prédateur, il dénonce « l'emprise magique des conservateurs sur les esprits de la gauche », et invite cette dernière à se « désintoxiquer » de l'idéologie du marché dominant, en ce sens qu'il n'apporterait aucune solution à la crise contemporaine, à la pauvreté, aux inégalités, ou à la crise écologique, et appelle au contraire à la planification économique.
Il est intervenu comme conseiller (secret, résidant dans l'appartement de YV de mars à juillet 2015) de Yánis Varoufákis en 2014-2015  pour échafauder un plan de sortie de la Grèce de l'euro, qui sera finalement rejeté par le premier ministre grec et conduira Varoufákis à la démission en juillet 2015 :

« Nous avons travaillé dans un secret absolu, recourant à des modes de communication sécurisés. C'était byzantin ! La révélation de l'existence de ce « cabinet de guerre » aurait exposé Yánis à des attaques encore plus virulentes, et surtout réduit à néant les négociations avec Bruxelles en provoquant une panique bancaire que nous redoutions tous. »

James K. Galbraith s'est vu remettre le titre de docteur honoris causa par l'université Pierre-Mendès-France - Grenoble.

## Opinions
James K. Galbraith tient une chronique dans The Texas Observer et écrit régulièrement dans The Nation, The American Prospect, Mother Jones et The Progressive (en) ; il a signé des contre-éditoriaux dans le New York Times, le Washington Post, le Boston Globe et d’autres journaux.
Il soutient que les États-Unis d’aujourd’hui sont tombés sous la coupe d’une « classe prédatrice » financièrement aisée et contrôlant le gouvernement :

« De nos jours, la marque de fabrique du capitalisme américain moderne n’est ni une compétition bénigne, ni la lutte des classes, ni l’utopie d’une classe moyenne inclusive. À la place, la prédation en est devenue la caractéristique dominante — un système dans lequel les riches en sont arrivés à festoyer sur des systèmes en déchéance conçus pour la classe moyenne. La classe prédatrice ne contient pas tous les gens aisés ; elle peut être combattue par beaucoup d’autres personnes du même niveau de richesse. Mais c’est là sa propriété caractéristique, sa force motrice. Et ses agents sont en plein pouvoir du gouvernement sous lequel nous vivons. »

Galbraith est aussi très critique envers la politique étrangère de l’administration Bush en ce qui concerne l’invasion de l’Irak :

« Il y a une raison à la vulnérabilité des empires. En maintenir un envers l’adversité requiert la guerre — incessante, sans retenue, sans fin. Et la guerre est ruineuse — aussi bien légalement que moralement et économiquement. Elle peut ruiner les perdants, comme la France napoléonienne, ou l’Allemagne impériale en 1918. Et elle peut ruiner les vainqueurs, comme cela fut le cas pour les Britanniques et les Soviétiques au cours du XXe siècle. Inversement, l’Allemagne et le Japon se sont bien remis sur pied depuis la Seconde Guerre mondiale, en partie du fait qu’ils n’ont pas eu à verser d’indemnisations ni à gaspiller la richesse nationale dans la défense à la sortie de la défaite… Le véritable coût économique de la formation de l’empire de Bush est double : il détourne l’attention des problèmes économiques intérieurs à résoudre et il met les États-Unis sur une voie impériale de long terme qui est économiquement ruineuse. »

Il critique également sans pitié sa propre profession :
« Les figures dominantes contemporaines de l’économie, à savoir la génération des quadragénaires et des quinquagénaires, se sont réunies pour former une sorte de politburo de la pensée économiquement correcte. En règle générale — comme l’on est en droit de s’y attendre de la part d’un club de gentlemen —, cela les a amenées à se tromper sur chaque problème politique important, et pas seulement récemment mais depuis des décennies. Elles prédisent le désastre quand aucun n’a lieu. Elles rejettent la possibilité d’événements qui se produisent ensuite. Elles font montre d’un fatalisme désarmant — « le viol, c’est comme le temps » — au sujet d’un problème « inévitable » (l’inégalité des revenus) qui s’estompe par la suite. Elles s’opposent aux réformes les plus élémentaires, convenables et raisonnables, tout en proposant des placébos à la place. Elles sont toujours surprises quand quelque chose de fâcheux (comme une récession) prend place. Et quand finalement elles sentent que tel point de vue ne peut être défendu, elles ne remettent pas leurs idées en question. Au lieu de cela, elles changent simplement de sujet. »

## Publications

### en anglais
- Balancing Acts: Technology, Finance and the American Future, 1989, Basic Books,  (ISBN 978-0465005840).
- Created Unequal: The Crisis in American Pay, 1998, Free Press,  (ISBN 978-0684849881).
- The Predator State: How Conservatives Abandoned the Free Market and Why Liberals Should Too, 2008, Free Press,  (ISBN 978-1416566830).
- Inequality and Instability: A Study of the World Economy Just Before the Great Crisis, 2012, Oxford University Press,  (ISBN 978-0-19-985565-0).
- The End of Normal: The Great Crisis and the Future of Growth, 2014, Simon & Schuster,  (ISBN 978-1451644920).

### en français
- L'État prédateur : Comment la droite a renoncé au marché libre et pourquoi la gauche devrait en faire autant [« The Predator State: How Conservatives Abandoned the Free Market and Why Liberals Should Too »]  (trad. de l'anglais), Paris, Seuil, 2009, 311 p. (ISBN 978-2-02-099800-0)
- Avec Yánis Varoufákis et  Stuart Holland,  Modeste proposition pour résoudre la crise de la zone euro  (trad. de l'anglais), Paris, Les Petits matins, 2014, 73 p. (ISBN 978-2-36383-124-8), , traduit de l'anglais par Aurore Lalucq de l'Institut Veblen.
- La Grande Crise : Comment en sortir autrement [« The End of Normal: The Great Crisis and the Future of Growth »]  (trad. de l'anglais), Paris, Seuil, 2015, 306 p. (ISBN 978-2-02-121951-7)
- Crise grecque, tragédie européenne, Seuil, 2017, Paris, 256 pages